# Max Mara
Max Mara ist eine italienische Designermarke für Damenmode. Die Max Mara Fashion Group ist einer der größten Damenmodehersteller in Italien.

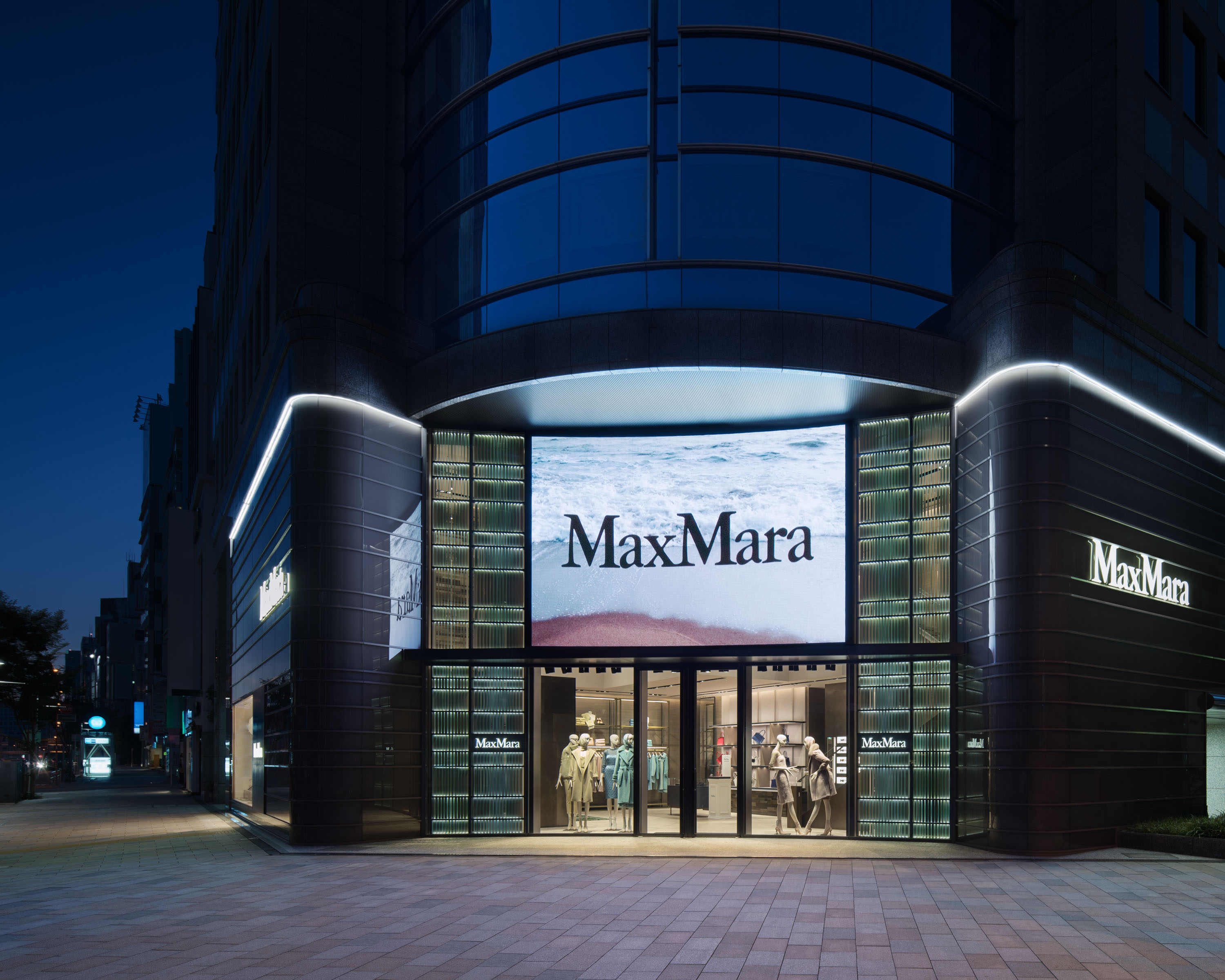
Max-Mara-Filiale in Tokyo

## Geschichte
1947 begann Achille Maramotti, ein Unternehmer aus Reggio Emilia, Designermode zu entwerfen. Unter dem Namen Confezioni Maramotti gründete er 1951 seine eigene Firma. Nach wenigen Jahren wurde der Firmenname in Max Mara geändert. Der Name ist ein Kunstbegriff: „Mara“ stammt vom Nachnamen Maramotti, „Max“ kam von Graf Max, einer Person aus Reggio in den 1950ern, die „selten nüchtern, aber immer stylisch“ war.
Kleider herzustellen hat bei den Maramottis Tradition. Achille Maramottis Urgroßmutter, Marina Rinaldi, war bereits Schneiderin und seine Mutter, Giulia Fontanesi Maramotti, betrieb eine Schneiderschule in Reggio. Achille Maramotti war einer der ersten, der sah, dass die Zukunft der Kleidung in der Massenproduktion von Kleidung in Designerqualität lag. Er war ebenso bestrebt, die Marke Max Mara voranzubringen, indem er individuelle, zukünftige namhafte Designer beschäftigte, wie Karl Lagerfeld, Jean-Charles de Castelbajac, Dolce & Gabbana, Franco Moschino und Narciso Rodriguez. Die Chefdesignerin der Hauptlinie Max Mara ist seit 1964 die Italienerin Laura Lusuardi. In den 1970ern beschäftigte das Unternehmen bereits 400 Mitarbeiter und produzierte jährlich 35.000 Mäntel. In den 1980ern umfasste die Belegschaft 1.500 Mitarbeiter, und die Kollektionen wurden ab 1983 erstmals bei den Mailänder Modewochen präsentiert. Ab Anfang der 2000er Jahre kam zum Bekleidungssegment eine Parfümsparte des Hauses Max Mara hinzu. Heute wird die Firma von Luigi Maramotti, dem Sohn des Gründers, geführt. Sein Ziel ist es, edle Kleidung zu entwerfen, die lange hält. In München eröffnete das Unternehmen im Mai 2013 den jüngsten Laden innerhalb Deutschlands, der komplett nach einem neuen Store-Konzept entworfen wurde.

## Konzern
Zur Max Mara Fashion Group gehören über 35 Modemarken, obwohl Max Mara Damenbekleidung der Kern des Unternehmens bleibt. Andere Marken neben Max Mara (hochpreisige Hauptlinie), für welche zum Teil eigene Geschäfte unterhalten werden, sind Weekend Max Mara (Freizeitmode), Sportmax (sportliche Zweitlinie seit 1969), Marella (elegante Damenmode, seit 1976), Persona (modische Damenbekleidung in größeren Größen), Pennyblack (jugendliche Damenmode, seit 1978), iBlues (modische Damenbekleidung) und Marina Rinaldi (nach Maramottis Urgroßmutter benannte Übergrößenmarke). Die trendige, jugendliche Linie der Unternehmensgruppe nennt sich Max & Co.
Das Unternehmen bleibt in den Händen der Familie Maramotti. Im März 2008 verfügte die Max Mara Fashion Group über 2254 Geschäfte in 90 Ländern. Die Belegschaft umfasste an die 4.500 Mitarbeiter. Der Erlös der Gruppe lag 2008 bei 1,25 Mrd. Euro, wovon die Marke Max Mara alleine 469 Mio. Euro beisteuerte. Der Konzerngewinn betrug 2007 44,5 Mio. Euro und 2008 20,1 Mio. Euro.
In einer ehemaligen Max Mara Fabrikhalle in Reggio ist seit 2007 die Collezione Maramotti untergebracht, ein privates Museum der Familie Maramotti für zeitgenössische Kunst. Zusammen mit der Whitechapel Art Gallery wird zudem seit 2006 zweimal im Jahr der Max Mara Art Prize for Women verliehen, ein Förderpreis für Künstlerinnen aus Großbritannien. Seit 1994 besteht die Giulia Maramotti Foundation, eine Stiftung zur Förderung Jugendlicher.

## Kritik
Der Konzern steht bezüglich des Verkaufs von Pelzprodukten aufgrund der Zustände bei der Pelztierzucht in der Kritik. Bei der Mailänder Modewoche 2024 protestierten in diesem Zusammenhang Tierrechtsaktivisten unter anderem gegen Max Mara. Eine internationale Vereinigung von Tierschutzorganisationen startete im Februar 2024 eine Kampagne, bei der Max Mara zum Verzicht auf Pelzhandel aufgefordert wird. Am 22. Februar 2024 flog ein Heißluftballon mit der Botschaft „Max Mara Go Fur-Free“ („Max Mara werde pelzfrei“) über dem Hauptsitz in der Emilia-Romagna. Diese Aktion wurde durch die Fur Free Alliance unterstützt, eine Vereinigung von 50 internationalen Tierschutzorganisationen.